# Phleum gibbum
Phleum gibbum är en gräsart som beskrevs av Pierre Edmond Boissier. Phleum gibbum ingår i släktet timotejer, och familjen gräs. Inga underarter finns listade i Catalogue of Life.